# Unterbech
Unterbech ist ein Ortsteil von Steinenbrück in der Stadt Overath im Rheinisch-Bergischen Kreis in Nordrhein-Westfalen, Deutschland.

## Lage und Beschreibung
Die Ortschaft Unterbech liegt oberhalb der Bundesautobahn 4 an der Kreisstraße 38, die Steinenbrück mit Kreutzhäuschen verbindet. Sie ist hier Holzbachtalstraße benannt und verläuft streckenweise neben dem Holzbach. Unterbech grenzt an das Naturschutzgebiet Holzbachaue (GL-072), in dessen Feuchtgebieten seltene Pflanzen und Tiere Heimat finden. Orte in der Nähe sind Mittelbech, Heidermühle, Heide, Kleinhurden und Neuenhausen.

## Geschichte
Die Topographia Ducatus Montani des Erich Philipp Ploennies, Blatt Amt Steinbach, belegt, dass der Wohnplatz bereits 1715 eine Hofstelle besaß die als Bech beschriftet ist. Carl Friedrich von Wiebeking benennt die Hofschaft auf seiner Charte des Herzogthums Berg 1789 als Bech. Aus ihr geht hervor, dass der Ort zu dieser Zeit Teil der Honschaft Löderich im Kirchspiel Overath war.
Der Ort ist auf der Topographischen Aufnahme der Rheinlande von 1817 als Bech verzeichnet. Die Preußische Uraufnahme von 1845 zeigt den Wohnplatz ebenfalls unter dem Namen Bech. Ab der Preußischen Neuaufnahme von 1892 ist der Ort auf Messtischblättern regelmäßig als Unterbech verzeichnet.
1822 lebten 15 Menschen im als Hof kategorisierten und Bech bezeichneten Ort, der nach dem Zusammenbruch der napoleonischen Administration und deren Ablösung zur Bürgermeisterei Overath im Kreis Mülheim am Rhein gehörte. Für das Jahr 1830 werden für den als Bech bezeichneten Ort 19 Einwohner angegeben. Der 1845 laut der Uebersicht des Regierungs-Bezirks Cöln als Hof kategorisierte und Unterbech bezeichnete Ort besaß zu dieser Zeit ein Wohngebäude mit 15 Einwohnern, alle katholischen Bekenntnisses.
Die Liste Einwohner und Viehstand von 1848 zählt für Unterbech 8 Einwohner auf. Darunter die vierköpfige Familie des Ackerers
Peter Hasbach, dem 1 Ochse, 4 Kühe, zwei Rinder und 5 Schweine zugerechnet werden. Ferner Adam Hasberg ohne Gewerb sowie drei Bewohner, als Gesinde bezeichnet, ohne Viehbesitz.
Die Gemeinde- und Gutbezirksstatistik der Rheinprovinz führt Unterbech 1871 mit einem Wohnhaus und acht Einwohnern auf. Im Gemeindelexikon für die Provinz Rheinland von 1888 werden für Unterbech ein Wohnhaus mit sechs Einwohnern angegeben. 1895 besitzt der Ort ein Wohnhaus mit sechs Einwohnern, 1905 werden ein Wohnhaus und fünf Einwohner angegeben.